# Пляхівська вулиця
Пляхівська вулиця — вулиця в Деснянському районі міста Києва, селище Биківня. Пролягає від Дачної вулиці та Куричівської вулиці до Соснового провулку.

## Історія
Вулиця виникла в 2010-ті роки під проектною назвою Проектна 13079 (Дачна 5). Назва на честь розташованого на південь від Биківні давнього болота, а нині урочища Пляхова - з 2020 року.